# Ubuntu (lettertype)
Ubuntu (Engels: Ubuntu Font Family) is een gratis opensourcelettertype dat ontworpen is in opdracht van Canonical. Ubuntu is vrijgegeven onder de 'Ubuntu Font Licence'. Het lettertype bevat 1200 tekens en bevat Latijnse (A+B), Griekse en cyrillische tekens.
Ondersteuning voor Hebreeuwse en Arabische tekens is nog in ontwikkeling.
Ubuntu bevat in totaal dertien verschillende versies:
- Ubuntu: normaal, vet, cursief, vet-cursief;
- Ubuntu Monospace: normaal, vet, cursief, vet-cursief;
- Ubuntu Light: normaal, cursief;
- Ubuntu Medium: normaal, cursief;
- Ubuntu Condensed: normaal.

Ubuntu is het standaardlettertype van de Linuxdistributie Ubuntu vanaf uitgave 10.10.

## Oorsprong
Het lettertype is ontwikkeld door Dalton Maag in opdracht van Canonical gedurende 2010-2012. Het maakte deel uit van de rebranding van de gelijknamige Linuxdistributie Ubuntu. Het wordt gebruikt voor zowel marketingdoeleinden als in de gebruikersinterface van het besturingssysteem zelf. Een bètaversie is ter beschikking gesteld voor het publiek op 7 juli 2010.In oktober 2010 verscheen het de eerste maal als standaardlettertype in Ubuntu uitgave 10.10 en bevatte toen de versies normaal, vet, cursief en vet-cursief. Later zijn de andere versies toegevoegd.

## Ubuntu Font Licence
De 'Ubuntu Font Licence' is een licentie die afgeleid is van de SIL Open Font License (OFL). Voor het Ubuntu-lettertype is het een tijdelijke oplossing tot er een alternatieve licentie beschikbaar is in de toekomst.

Het voormalige Ubuntu-logo

## Ubuntu-Title
Tot 2010 was het standaardlettertype van Ubuntu "Ubuntu-Title", soms ook "Ubuntu Titling" genoemd, ontworpen door Andy Fitzsimon.